# لوئی-لئوپولد بوآلی
لوئی-لئوپولد بوآلی (فرانسوی: Louis-Léopold Boilly‎; فرانسوی: [bwɑji]; ۵ ژوئن ۱۷۶۱ – ۴ ژانویه ۱۸۴۵) نقاش و طراح فرانسوی بود. طبعی نیکو در خلق آثار پرتره‌نگاری عمومی داشت و همچنین تعداد زیادی نقاشی با درون مایهٔ جنبه‌های زندگی روزمره اجتماعی طبقه متوسط فرانسه پدیدآورد. زندگی و کار او در دوره‌های سلطنتی فرانسه، انقلاب فرانسه، امپراتوری اول فرانسه، بازگشت بوربون‌ها و سلطنت ژوئیه سپری شد.

## زندگی و شغل

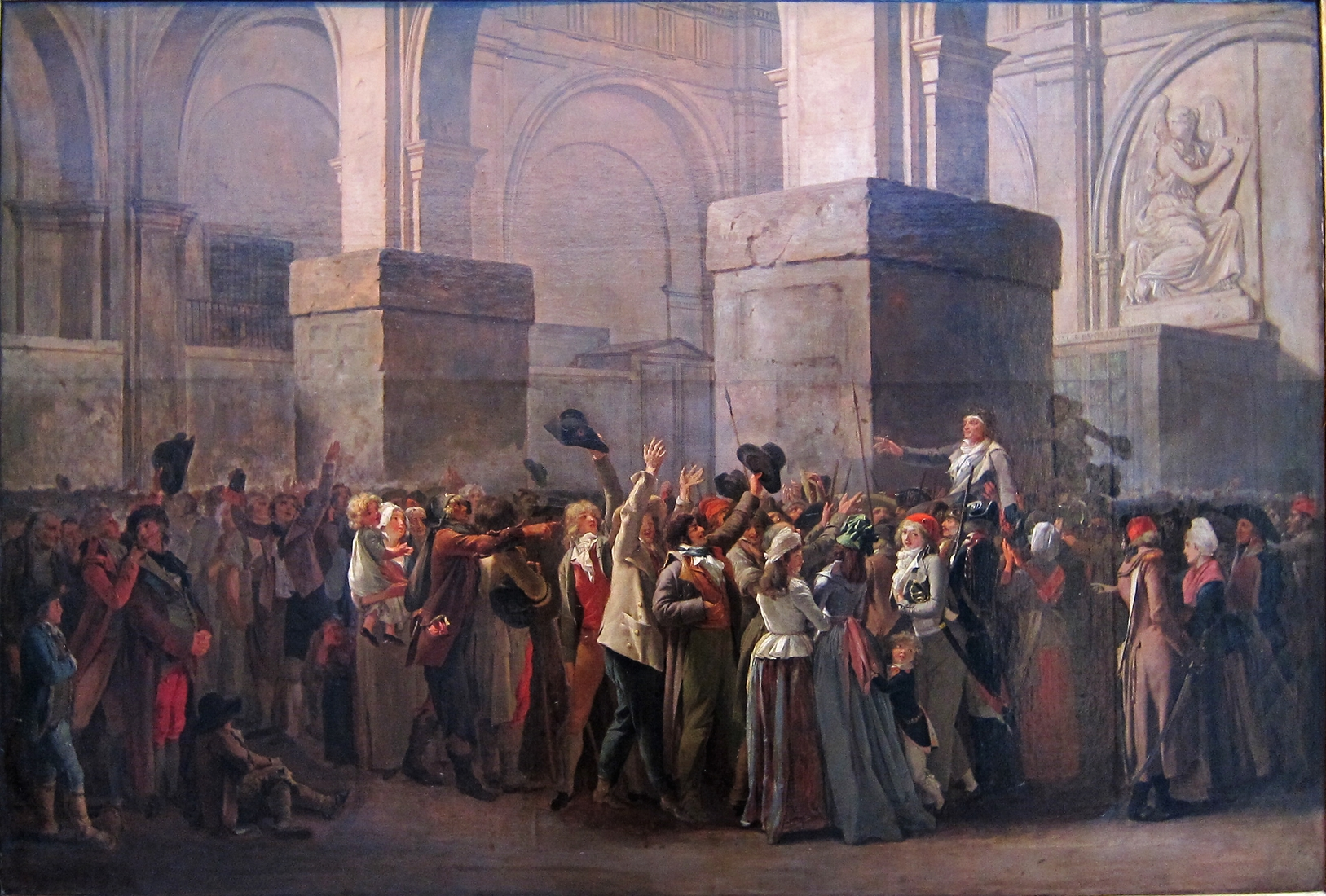
پیروزی مارا, ۱۷۹۴

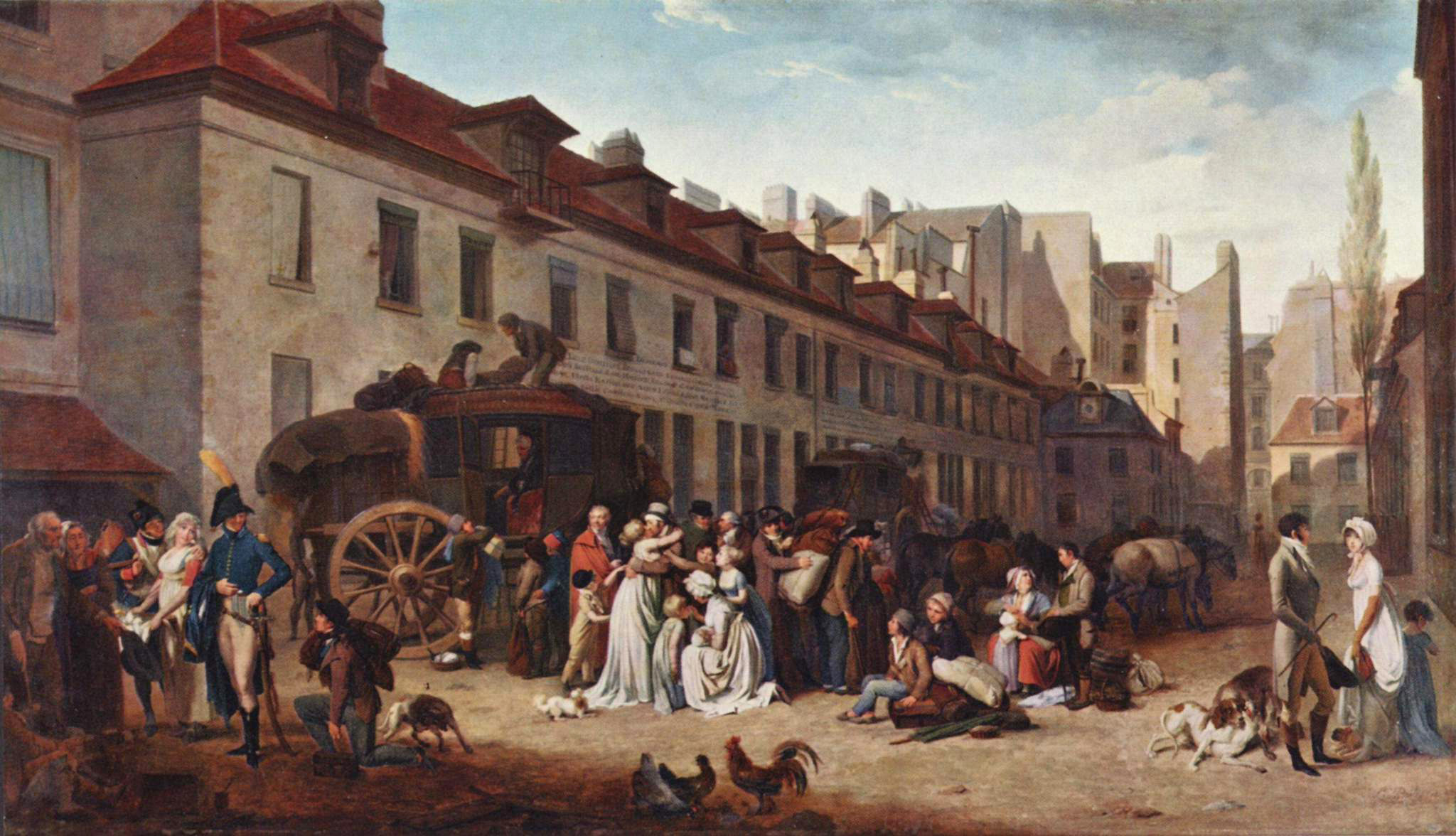
ورود یک کالسکهٔ پستی به محوطهٔ رد و بدل پیام‌ها, ۱۸۰۳, موزه لوور

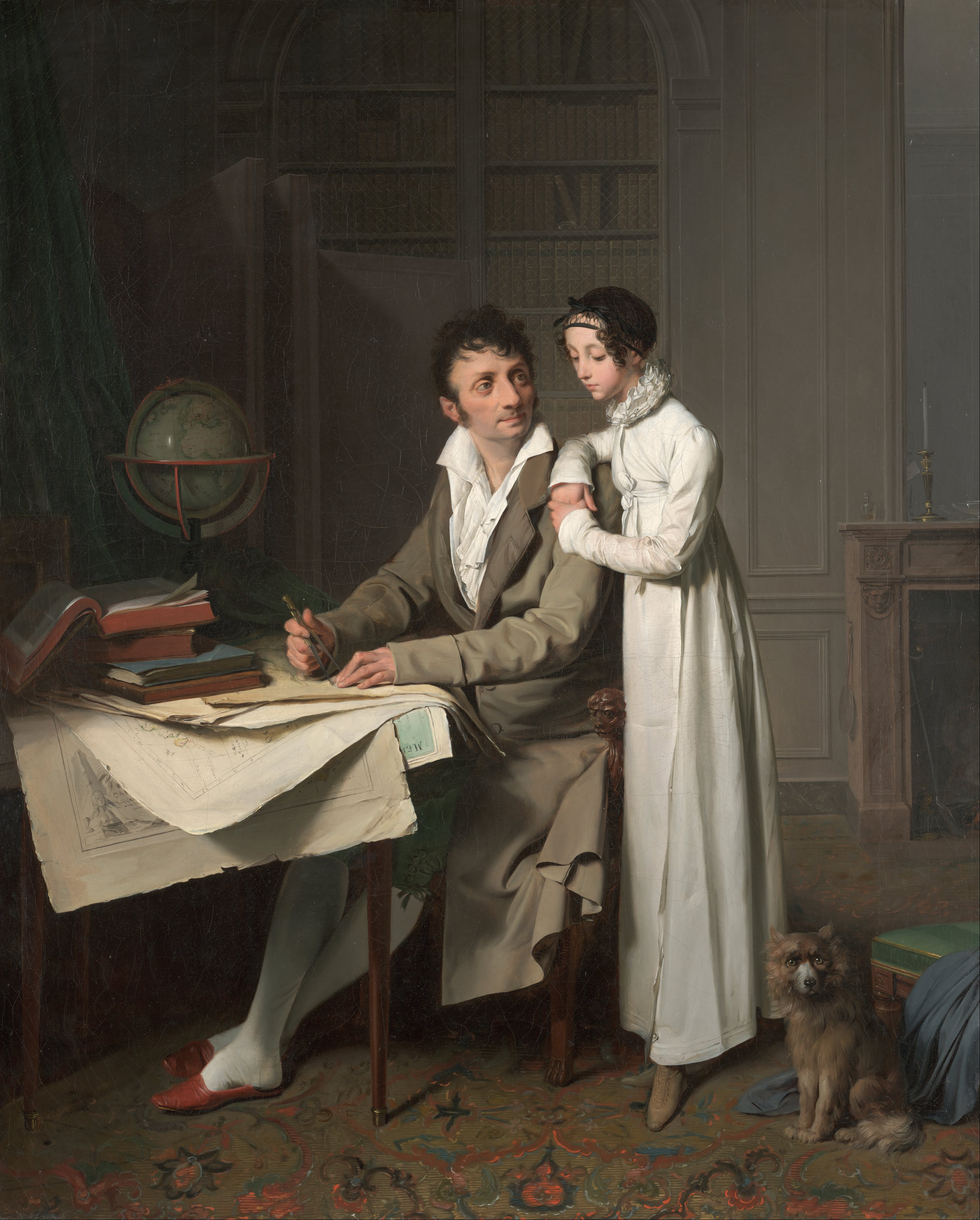
درس جغرافیا (پرترهٔ موسیو گودری و دخترش)، ۱۸۱۲

بوآلی در لا بسه در شمال فرانسه متولد شد، پدرش یک مجسمه‌ساز محلی بود که از چوب مجسمه می‌ساخت. نقاشی خودآموخته بود و کار خود را از سنین بسیار پایین آغاز و اولین اثرش را در سن دوازده یا سیزده سالگی خلق کرد. او در سال ۱۷۷۴ کارهایش را نزد محفل سنت آگوستین در دوئه برده و ایشان را آشکارا تحت تأثیر قرار داد: در طی سه سال، حدود سیصد اثر کوچک پرتره تولید کرد.وی قبل از عزیمت به پاریس در حدود سال ۱۷۸۷ دستورالعمل نقاشی ترامپلویی را از دومینیک دونکر (۱۸۲۰–۱۷۴۳) دریافت کرد.
در اوج دوران ترور انقلاب فرانسه در سال ۱۷۹۴، بوآلی توسط کمیتهٔ نجات خلق به خاطر ته رنگ شهوانی موجود در زمینه کار خود محکوم شد. این جرم با خلق اثر ساعت یازدهم دربارهٔ اقدامات میهن پرستانهٔ مارا (اکنون در موزه هنرهای زیبا) واقع در شهر لیل، بخشیده شد و بوآلی را از تحمل مجازات‌های سنگین نجات داد.
بوآلی نقاش محبوب و مشهور زمان خود بود. او از نخستین هنرمندانی بود که چاپ سنگی را ارائه کرد و از فروش چاپ‌ها و نقاشی‌های خود ثروتمند شد. وی در سال ۱۸۰۴ به خاطر اثر خود ورود یک کالسکهٔ پستی به محوطهٔ رد و بدل پیام‌ها از سالن پاریس جایزه دریافت کرد. در سال ۱۸۳۳ موفق به دریافت مدال شوالیه لژیون دونور شد.
بوآلی در ۴ ژانویه ۱۸۴۵ (۸۳ سالگی) در پاریس درگذشت. جوانترین فرزند او، آلفونس بوآلی (۱۸۶۷–۱۸۰۱)، حکاک حرفه ای و شاگرد اشر براون دوران در نیویورک بود.

## سبک و کارها

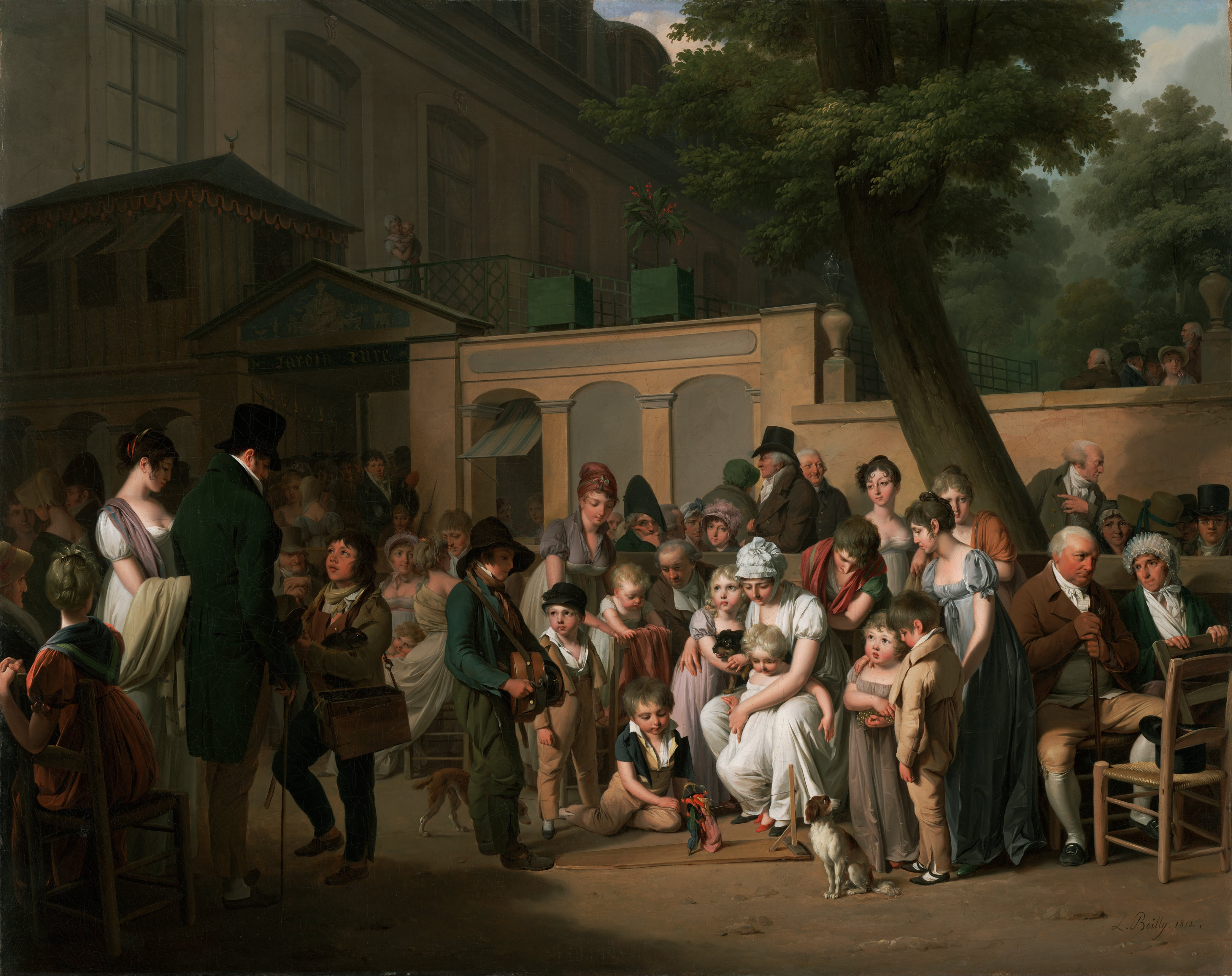
ورودی باغ ترکیه، ۱۸۱۲

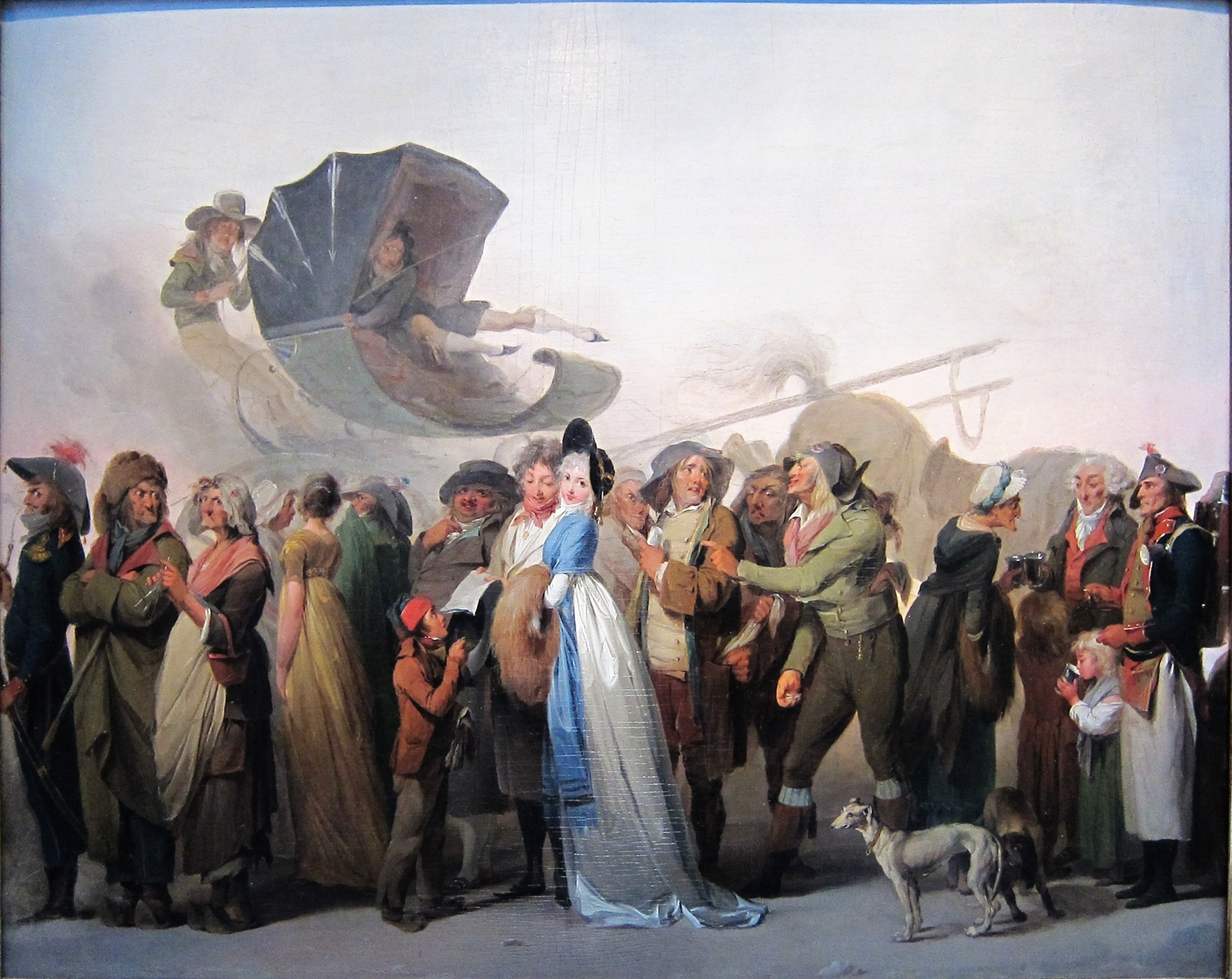
رژهٔ ان کرویابل‌ها، ۱۷۹۷

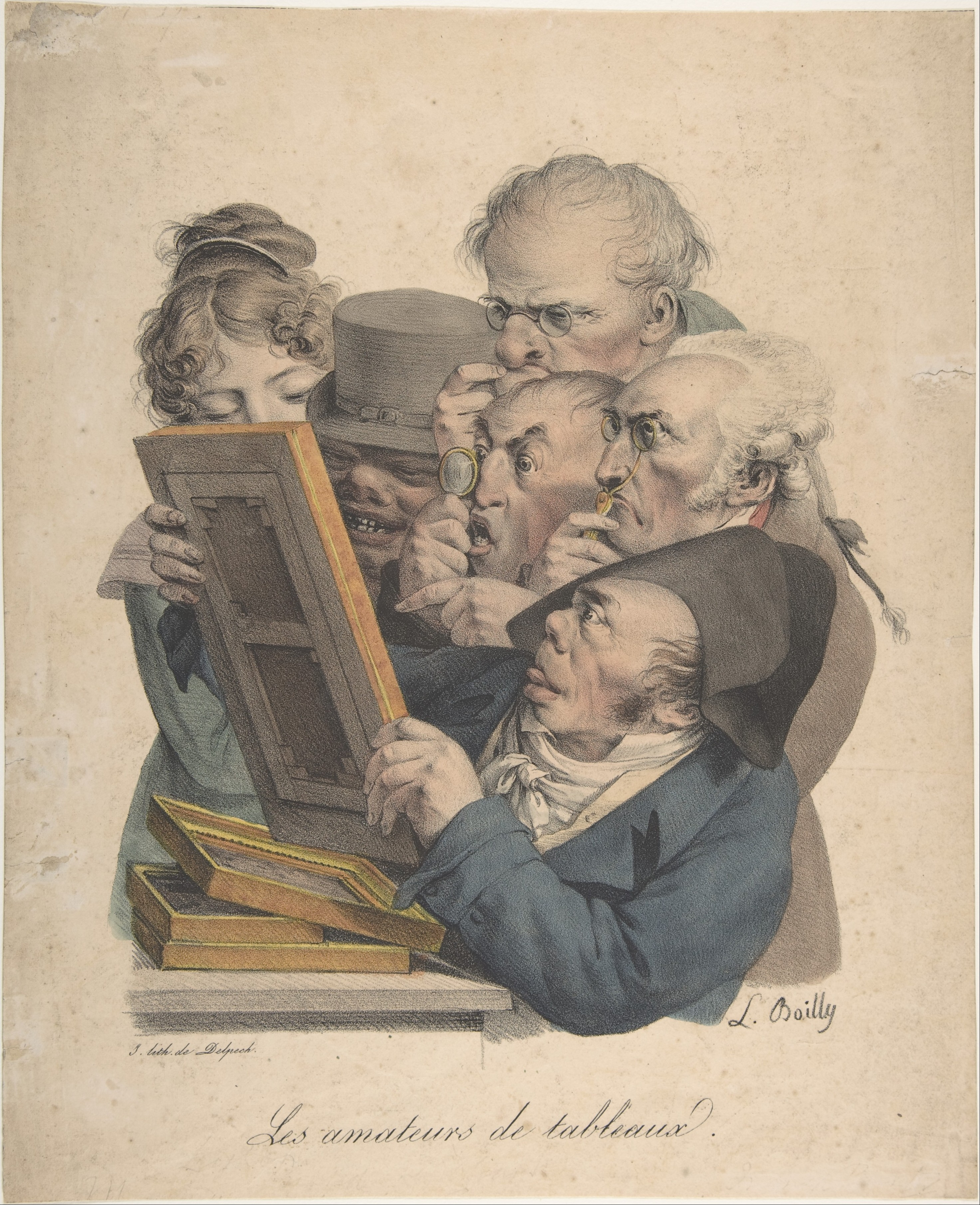
اساتید هنرهای زیبا، حدود ۱۸۲۳–۱۸۲۸، لیتوگراف با رنگ آمیزی دست

آثار اولیه بوآلی، بیشتر موضوعات عشق و نصایح اخلاقی را دربرداشت. اثر هدیهٔ خواستگار مانند بسیاری از کارهای او در دهه ۱۷۹۰ بی نظیر است. نقاشی‌های او در مقیاس کوچک با رنگ آمیزی دقیق و جزئیات بسیار یادآور سبک خرده نقاشان عصر طلایی قرن هفدهم، مانند: گابریل متسو (۱۶۲۹–۱۶۶۷)، ویلم وان میرس و خرارت تر بورخ (۱۶۱۷–۱۶۸۱) می‌باشد.

## آثار منتخب

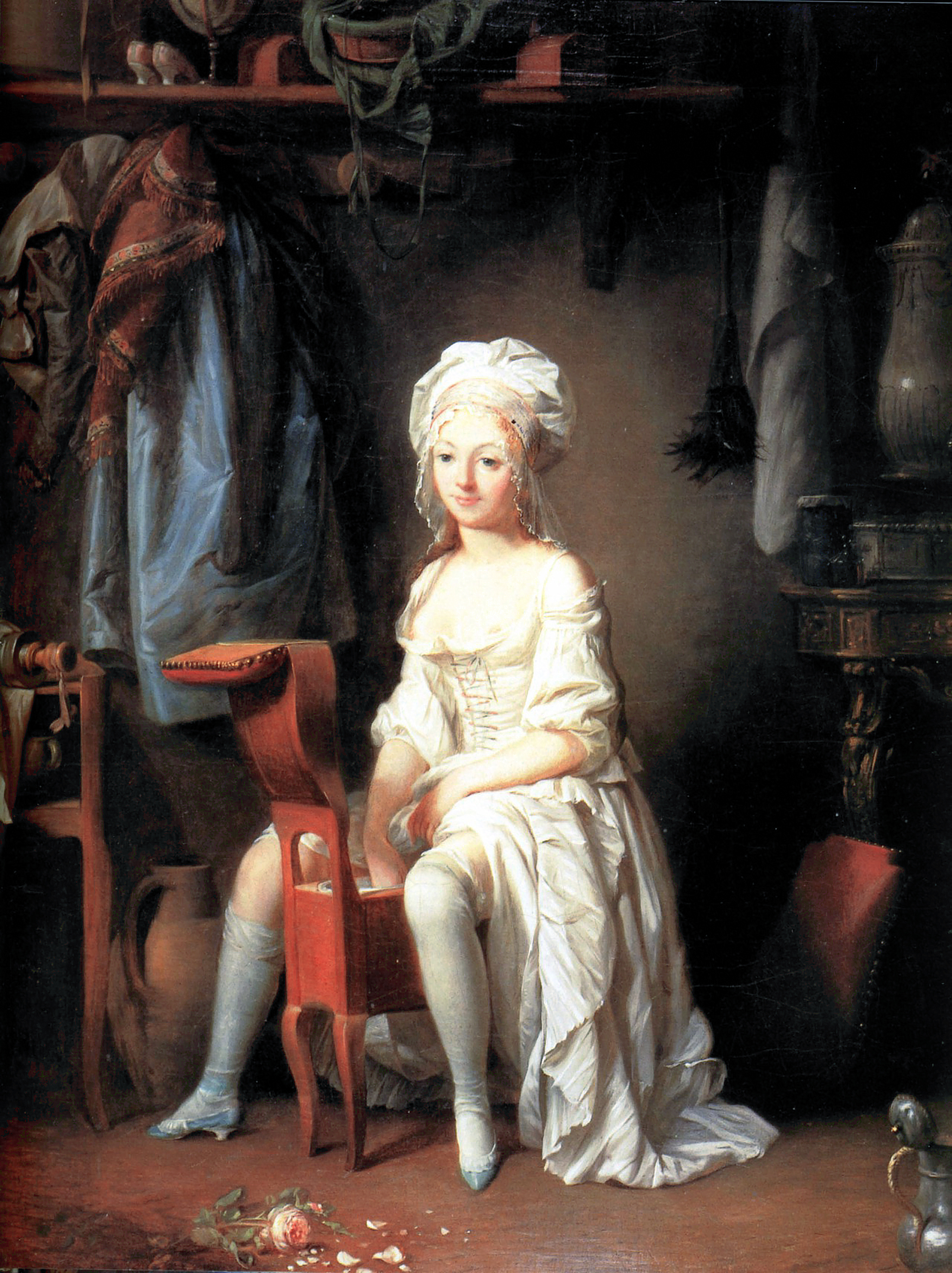
توالت خصوصی
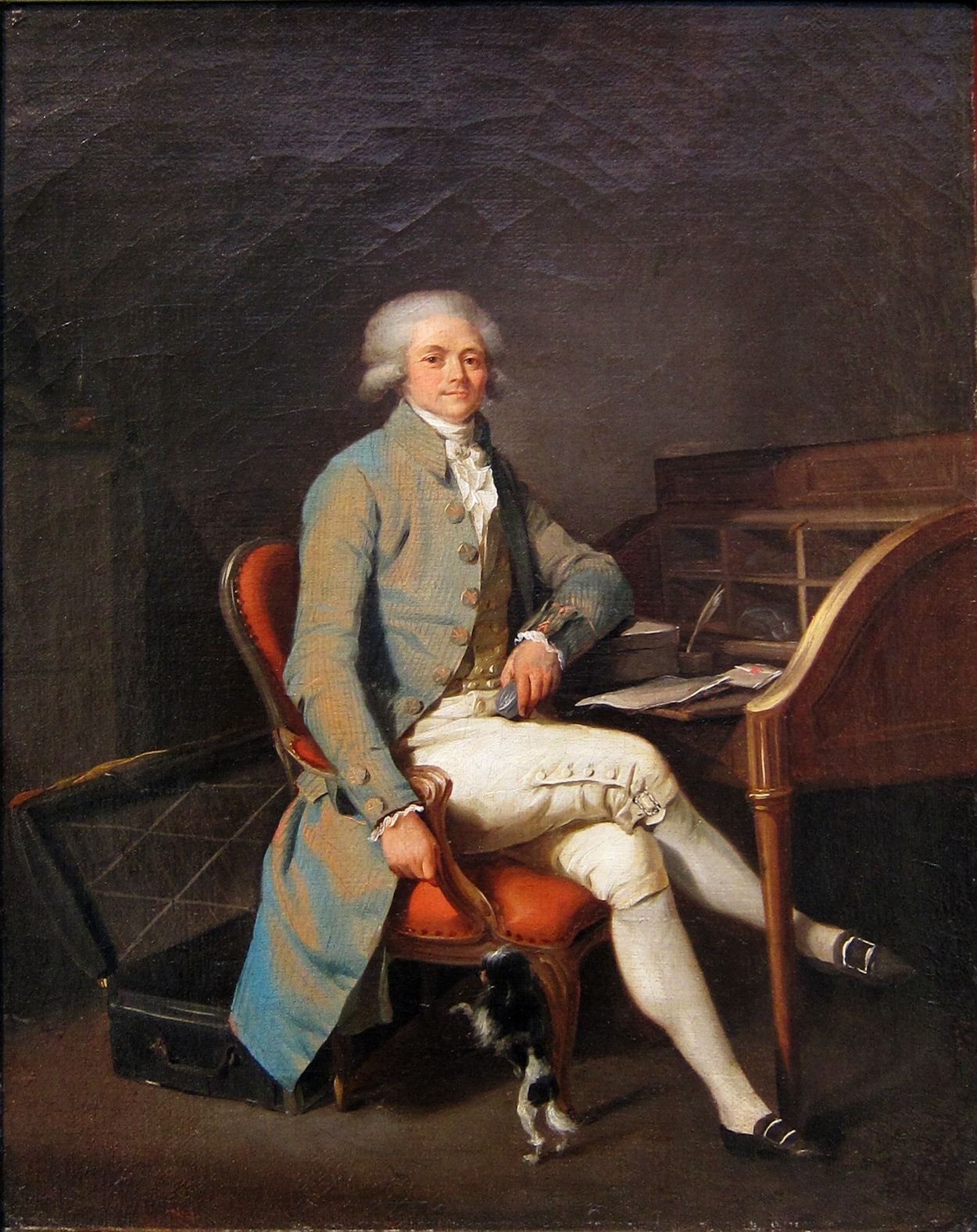
روبسپیر
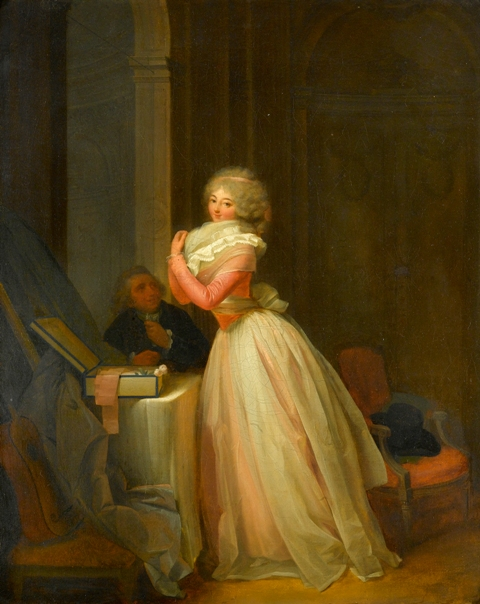
هدیهٔ خواستگار, حدود ۱۷۹۰، آکادمی رویال اسکاتلند
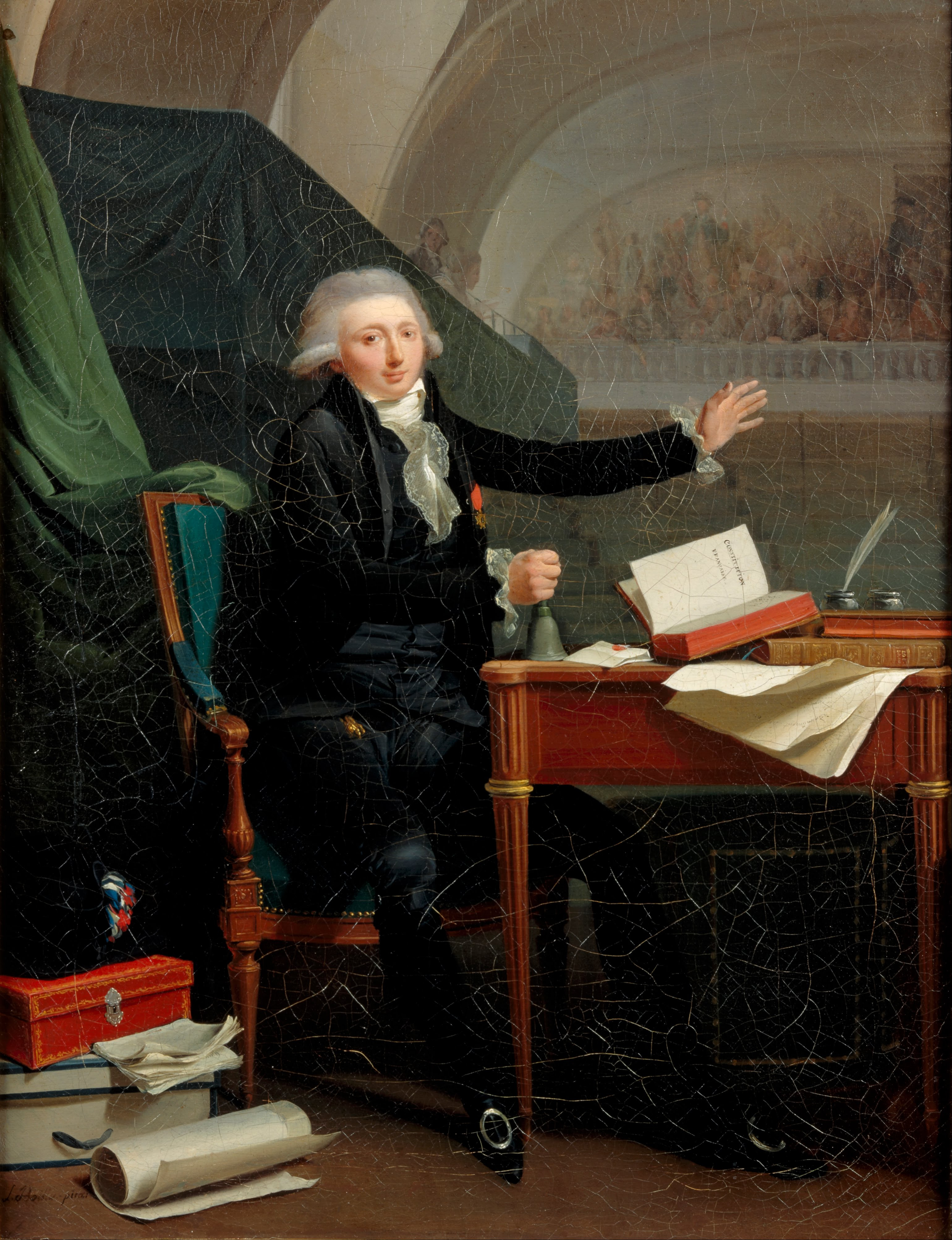
پرترهٔ ژان آنتونی دَوِراو، ۱۷۹۲، موزهٔ مرکزی
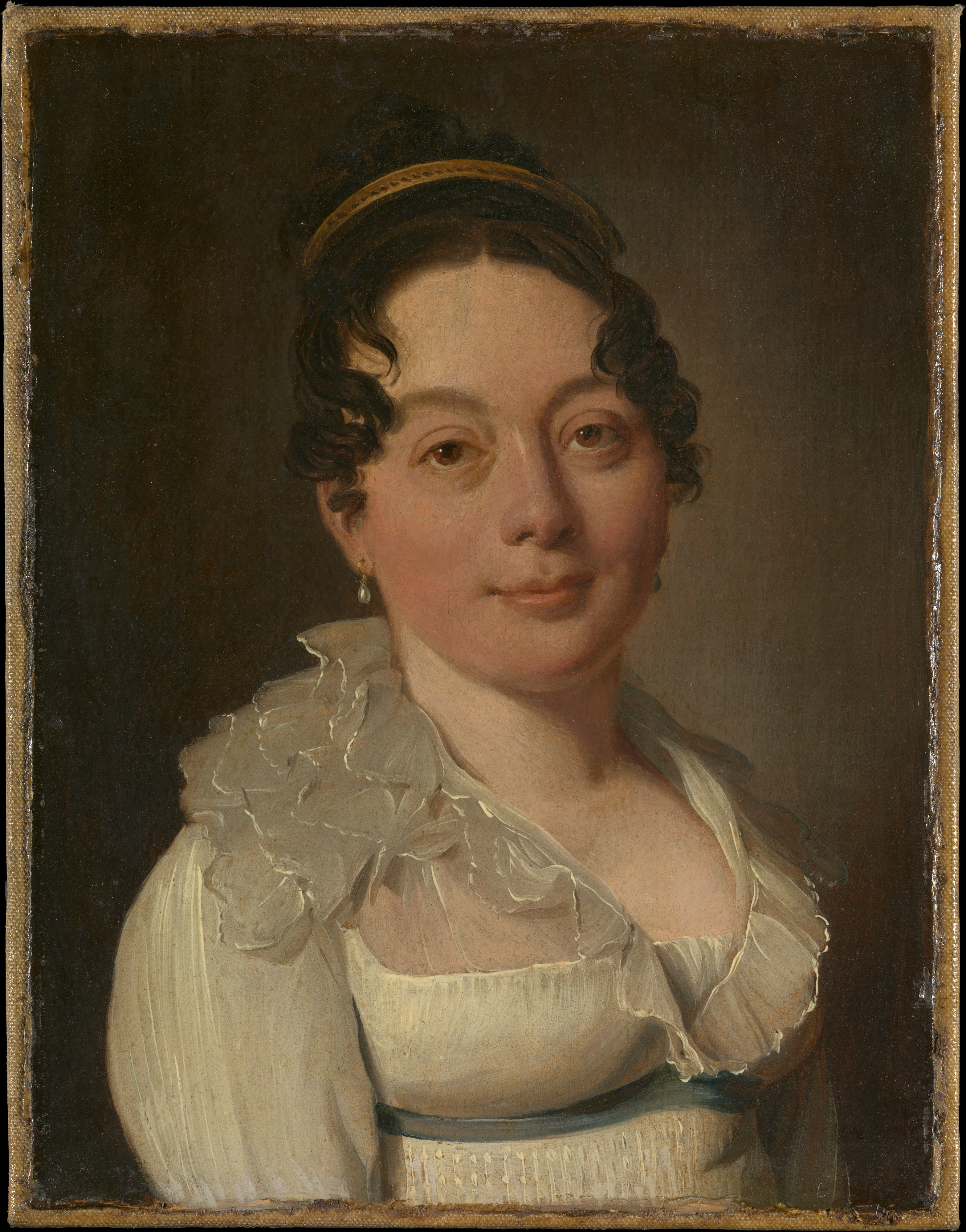
پرترهٔ یک زن، موزه متروپولیتن
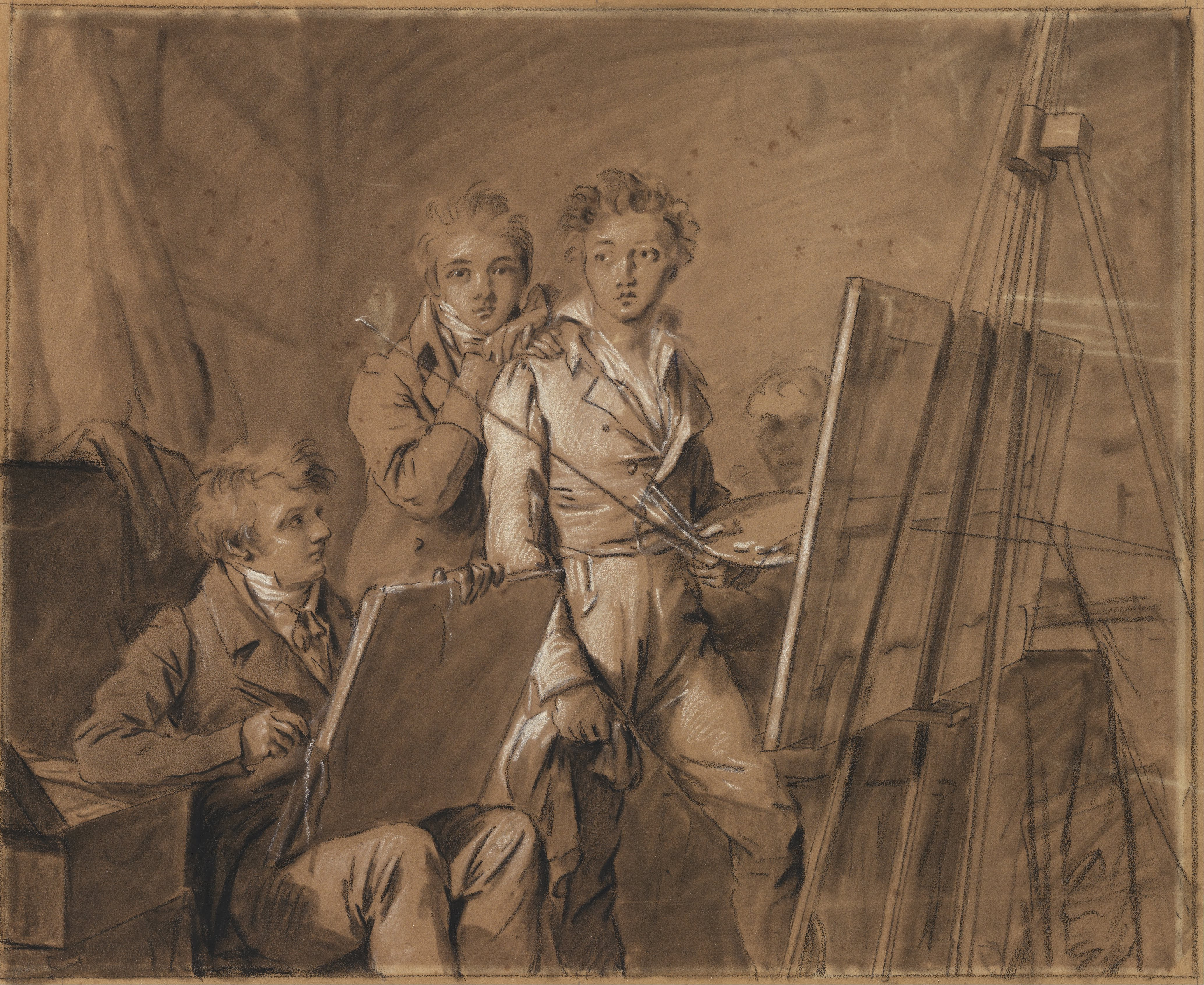
سه هنرمند جوان در استودیو
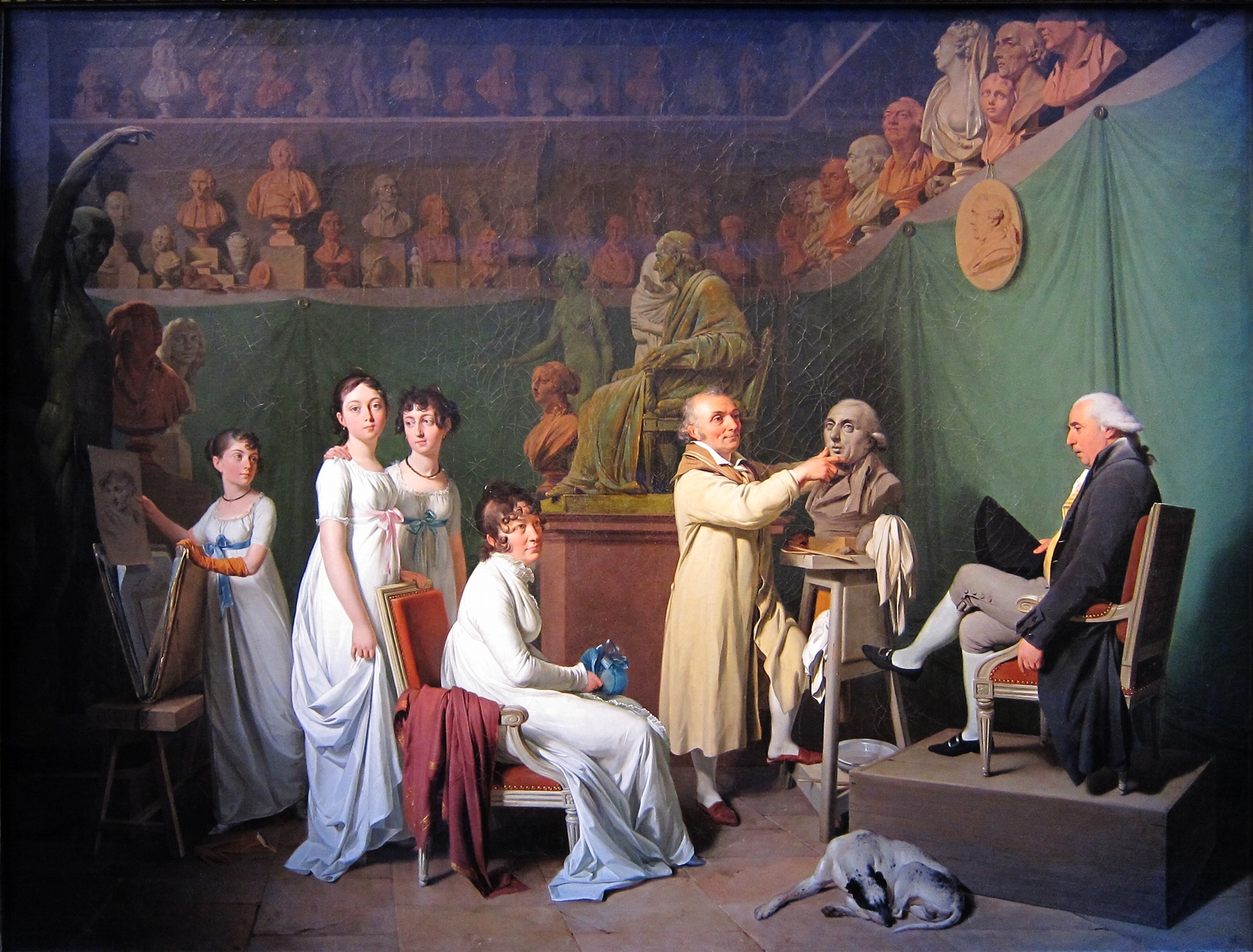
اودون, حدود ۱۸۰۳
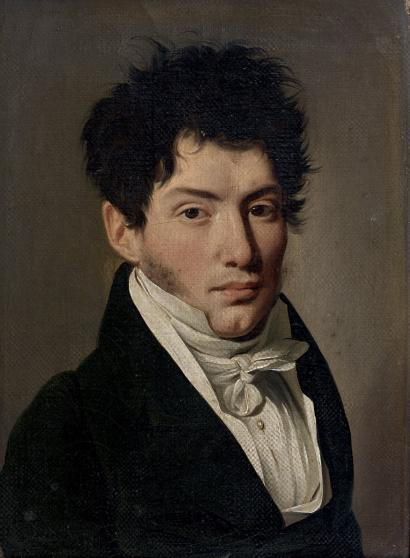
پرترهٔ شارل-لوئی اوا
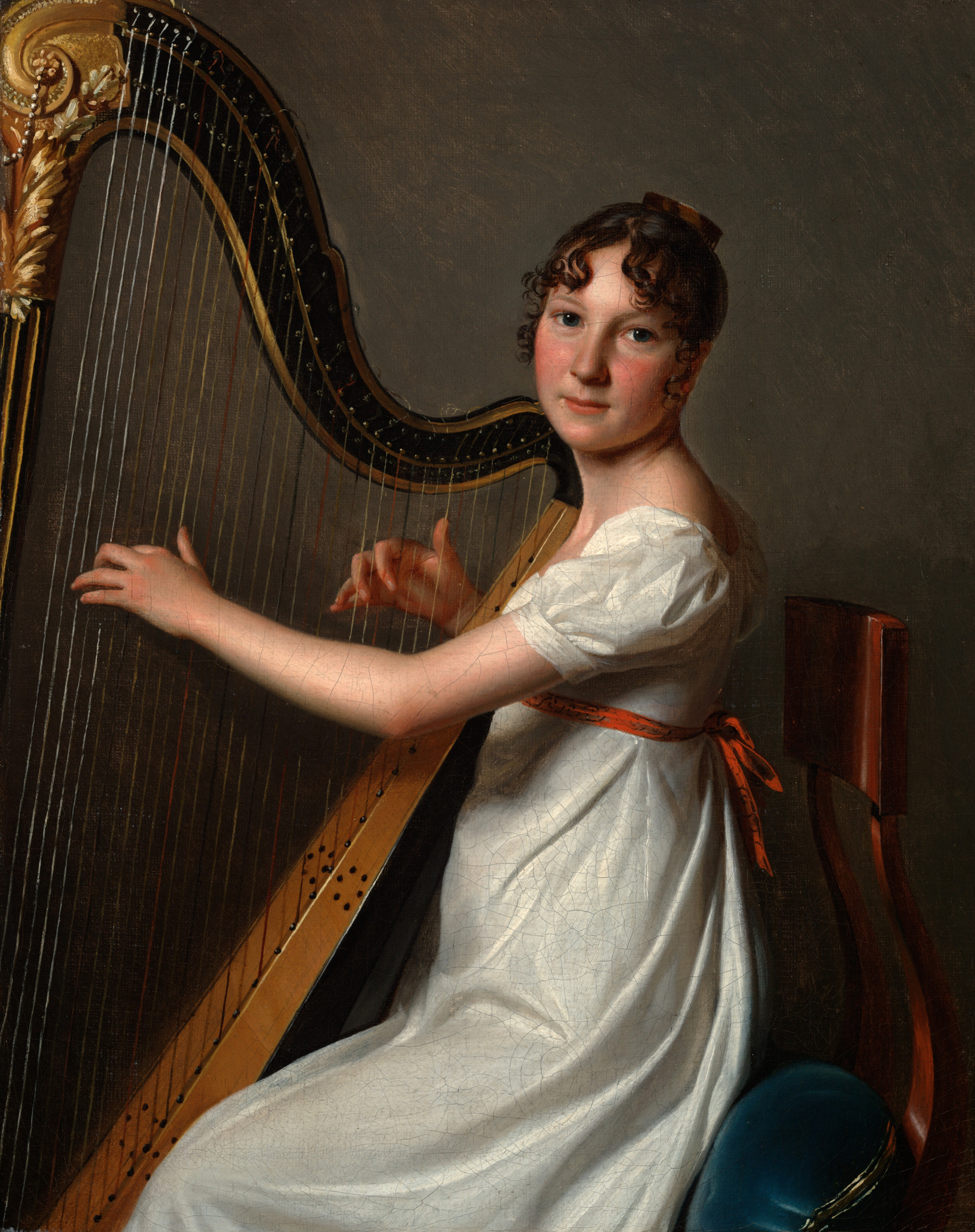
چنگ نواز جوان، حدود ۱۸۰۴–۱۸۰۶
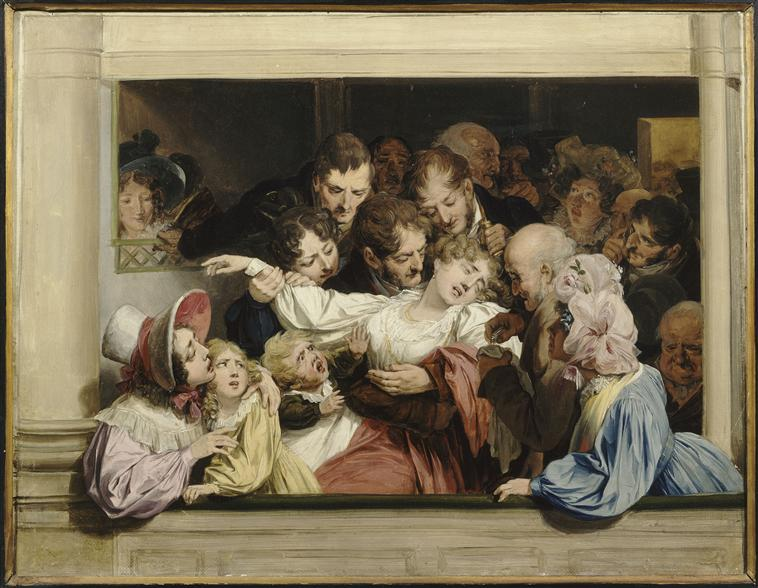
تاثیر پذیرفته از ملودرام، ۱۸۳۰
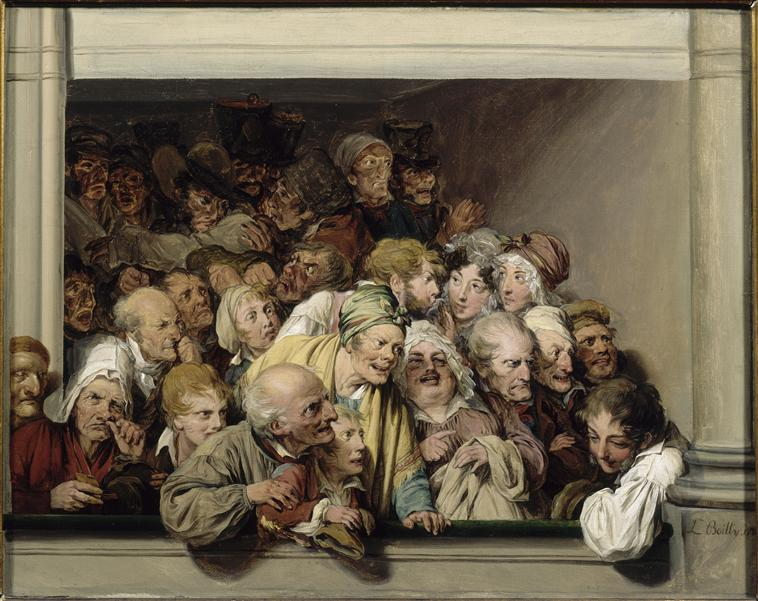
یک لژ، ۱۸۳۰
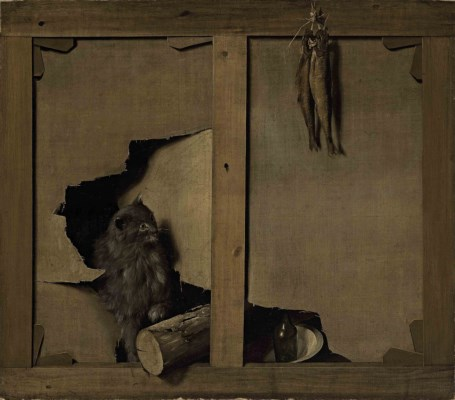
خطای دید با یک گربه و کندهٔ چوبی میان بوم، ماهی آویزان کش آمده